# 1794 dans le catholicisme
Chronologie du catholicisme
- 1790
- 1791
- 1792
- 1793
- 1794
- 1795
- 1796
- 1797
- 1798

Cet article présente les faits marquants de l'année 1794 dans le catholicisme.

## Naissances
- 13 janvier : Jacques-Louis Daniel, prélat français, évêque de Coutances et Avranches († 4 juillet 1862)
- 26 janvier : Georg von Oettl, prélat allemand, évêque d'Eichstätt († 2 février 1866)
- 27 janvier : Rosalie Cadron-Jetté, religieuse canadienne, fondatrice des Sœurs de la Miséricorde de Montréal, vénérable († 5 avril 1864)
- 11 février : Carl Proske, prêtre et médecin allemand, réformateur de la musique liturgique († 20 décembre 1861)
- 6 mars : Benito Tristany, prêtre espagnol, engagé dans le carlisme, fusillé († 17 mai 1847)
- 8 mars : Emmanuel-Joseph Bailly de Surcy, imprimeur, journaliste et militant catholique français († 12 avril 1861)
- 11 mars : Jean Perrone, prêtre jésuite et théologien italien († 26 août 1876)
- 6 avril : André Raess, prélat français, évêque de Strasbourg († 17 novembre 1887)
- 18 juin : Jean-Louis Taberd, prélat et missionnaire français, vicaire apostolique de Cochinchine et du Bengale († 31 juillet 1840)
- 17 juillet : René-François Régnier, cardinal français, archevêque de Cambrai († 3 janvier 1881)
- 8 août : Alois Fuchs, prêtre et bibliothécaire suisse de l'abbaye de Saint-Gall († 28 février 1855)
- 12 août : Thomas F. Mulledy, prêtre jésuite, cofondateur du College of the Holy Cross († 20 juillet 1860)
- 17 août : Alexandre de Hohenlohe-Waldenbourg-Schillingsfürst, prince et prélat allemand († 14 novembre 1849)
- 28 août : Joannes Zwijsen, prélat néerlandais, archevêque d'Utrecht, fondateur des Sœurs et des Frères de la Bienheureuse Vierge Marie, Mère de Miséricorde († 16 octobre 1877)
- 25 septembre : Chiarissimo Falconieri Mellini, cardinal italien, archevêque de Ravenne († 2 avril 1859)
- 3 octobre : Jean-Maurice Catroux, prêtre français, cofondateur des Filles de la charité du Sacré-Cœur de Jésus († 14 avril 1863)
- 5 octobre : Pietro Marini, cardinal italien de la Curie († 9 août 1863)
- 7 octobre : Jean Nicaise Gros, prélat français, évêque de Versailles († 13 décembre 1857)
- 22 octobre : Paul Naudo, prélat français, archevêque d'Avignon († 23 avril 1848)
- 24 octobre : Toussaint Casanelli d'Istria, prélat français, évêque d'Ajaccio († 12 octobre 1869)
- 4 novembre : Ignazio Giovanni Cadolini, cardinal italien, archevêque de Ferrare († 11 avril 1850)
- 18 novembre : John Bede Polding, prélat et missionnaire britannique, premier archevêque de Sydney († 16 mars 1877)
- 25 novembre : Jean-Marie Doney, prélat français, évêque de Montauban († 21 janvier 1871)
- Date précise inconnue : Sainte Bénédicte Hyon Kyong-nyon, laïque et catéchiste coréenne, martyre († 29 décembre 1839)

## Décès
Janvier
- 1er janvier : 
  - Bienheureux Jean-Baptiste Lego, prêtre réfractaire français, martyr de la Révolution (° 13 mai 1766)
  - Bienheureux René Lego, prêtre réfractaire français, martyr de la Révolution (° 5 octobre 1764)
- 2 janvier : Bienheureux Guillaume Repin, prêtre réfractaire français, martyr de la Révolution (° 26 août 1709)
- 5 janvier : Gabriel Guyot de Folleville, prêtre insurgé français, faux évêque, guillotiné (° 11 juillet 1764)
- 11 janvier : Antoine-Adrien Lamourette, prélat français, évêque constitutionnel de Rhône-et-Loire, guillotiné (° 31 mai 1742)
- 13 janvier : Venance Dougados, ancien capucin, poète et révolutionnaire français, guillotiné (° 10 août 1762)
- 16 janvier : Gaspard-Alexis Plan des Augiers, prélat français, évêque de Die (° 10 juillet 1709)
- 18 janvier : Bienheureuse Félicité Pricet, laïque français, martyre de la Révolution (° vers 1745)
- 21 janvier : Bienheureux martyrs de Laval, prêtre réfractaires français, martyrs de la Révolution
- 27 janvier : 
  - Francisco Pérez Bayer, prêtre, philologue, archéologue, numismate et juriste espagnol (° 11 novembre 1711)
  - Bienheureuse Rosalie du Verdier de La Sorinière, religieuse bénédictine française, martyre de la Révolution (° 12 août 1745)

Février
- 1er février : 
  - Bienheureuse Catherine Cottanceau, laïque français, martyre de la Révolution (° 1733)
  - Bienheureuse Françoise Pagis, laïque français, martyre de la Révolution (° 14 octobre 1732)
- 5 février : Bienheureuse Françoise Mezière, enseignante française, martyre de la Révolution (° 25 août 1745)
- 19 février : Étienne-Charles de Loménie de Brienne, cardinal et homme politique français, archevêque de Sens (° 9 octobre 1727)
- 21 février : Bienheureux Noël Pinot, prêtre réfractaire français, martyr de la Révolution (° 19 décembre 1747)

Mars
- 6 mars : Philippe Séguela, prêtre et révolutionnaire français (° 2 août 1759)
- 8 mars : André Ripoche, soldat royaliste français, massacré par les colonnes infernales, « martyr de la Croix » (° 17 août 1767)
- 9 mars : Joseph Sigismond de Roggenbach, prélat suisse, prince-évêque de Bâle (° 14 octobre 1726)
- 13 mars : Bienheureuse Françoise Trehet, religieuse française, martyre de la Révolution (° 8 avril 1756)
- 15 mars : Julien Guégan, prêtre réfractaire et homme politique français (° 17 décembre 1746)
- 20 mars : Bienheureuse Jeanne Véron, religieuse française, martyre de la Révolution (° 1767)
- 26 mars : Jean-Louis Gouttes, prélat français, évêque constitutionnel de Saône-et-Loire, guillotiné (° 21 décembre 1739)

Avril
- 1er avril : Euloge Schneider, religieux franciscain allemand devenu curé rouge et révolutionnaire, guillotiné (° 20 octobre 1756)
- 5 avril : Charles Benoît Roux, prélat français, évêque constitutionnel des Bouches-du-Rhône, guillotiné (° 7 décembre 1739)
- 9 avril : Bienheureuse Marguerite Rutan, religieuse française, martyre de la Révolution (° 23 avril 1736)
- 13 avril : Jean-Baptiste Gobel, prélat français, évêque constitutionnel de la Seine (° 1er septembre 1727)
- 14 avril : 
  - Nicolas Corbillé, prêtre réfractaire français, premier maire de Bouvron, fusillé (° 10 mai 1755)
  - Philibert Simond, prêtre jureur et homme politique savoyard, guillotiné (° 7 septembre 1755)
- 16 avril : 
  - Bienheureuse Perrine Potier, laïque française, martyre de la Révolution (° 26 avril 1750)
  - Bienheureuse Françoise Suhard, laïque française, martyre de la Révolution (° 5 février 1731)
- 17 avril : Charles François Jean Marie Michaud, prêtre et homme politique français, guillotiné (° 10 février 1752)
- 24 avril : Claude Marolles, prélat et homme politique français, évêque constitutionnel de l'Aisne (° 1753)
- 28 avril : 
  - Beda Mayr, prieur bénédictin allemand (° 15 janvier 1742)
  - Jacques Perbet, prêtre réfractaire français, assassiné (° 28 juin 1732)

Mai
- 1er mai : Denis Bérardier, prêtre réfractaire, théologien, pédagogue et homme politique français (° 26 mars 1735)
- 10 mai : 
  - Élisabeth de France, sœur de Louis XVI, guillotinée, martyre de la Révolution servante de Dieu (° 3 mai 1764)
  - Pierre François Martial de Loménie de Brienne, prélat jureur, archevêque coadjuteur de Sens, guillotiné (° 18 juin 1763)
- 12 mai : Bienheureux René Vallée, prêtre réfractaire français, martyr de la Révolution (° 8 août 1750)
- 20 mai : Charles-François Bailly de Messein, prélat et missionnaire canadien, évêque coadjuteur de Québec (° 4 novembre 1740)
- 21 mai : Bienheureux Jean Mopinot, religieux réfractaire français, martyr de la Révolution (° 1724)
- 22 mai : Louis-Alexandre Expilly de La Poipe, prélat français, évêque constitutionnel du Finistère, guillotiné (° 24 février 1743)
- 25 mai : George François Berthereau, religieux bénédictin français, spécialiste des langues orientales (° 1732)

Juin
- 4 juin : Jean-François Thirial, prêtre réfractaire et homme politique français, guillotiné (° 28 mars 1755)
- 9 juin : 
  - Bienheureux Joseph Imbert, prêtre jésuite réfractaire français, martyr de la Révolution (° 5 décembre 1719)
  - Girolamo Tiraboschi, prêtre jésuite, écrivain, historien et critique littéraire italien (° 18 décembre 1731)
- 11 juin : Arbogast Martin, prélat français, évêque constitutionnel du Haut-Rhin (° 23 avril 1731)
- 16 juin : Bienheureux Antoine Auriel-Constant, prêtre réfractaire français, martyr de la Révolution (° 16 avril 1764)
- 20 juin : Thérèse Guillaudeu des Bassablons, laïque française devenue religieuse une fois veuve, martyre de la Révolution, servante de Dieu (° 3 décembre 1728)
- 25 juin : 
  - Jean-Olivier Briand, prélat et missionnaire français, évêque de Québec (° 23 janvier 1715)
  - Jean-Pierre Deforis, moine bénédictin réfractaire, guillotiné (° 16 janvier 1733)
  - Bienheureuse Marie Lhuillier, religieuse française, martyre de la Révolution (° 18 novembre 1744)
- 26 juin : 
  - Thomas d'Audibert de Ramatuelle, prêtre réfractaire et botaniste français, mort en prison (° 16 mai 1750)
  - Bienheureuse Thérèse Fantou, religieuse française, martyre de la Révolution (° 29 juillet 1747)
  - Bienheureux Raymond Pétiniaud de Jourgnac, prêtre réfractaire français, martyr de la révolution (° 3 janvier 1747)
- 28 juin : Ignacy Jakub Massalski, prélat polonais, évêque de Vilnius (° 30 juillet 1726)

Juillet
- 1er juillet : Bienheureux Jean-Baptiste Duverneuil, prêtre carme déchaux, martyr de la Révolution (° 1737)
- 4 juillet : Giovanni Battista Audiffredi, religieux dominicain et érudit italien (° 2 février 1714)
- 6 juillet : Augustin-Joseph Desgardin, moine cistercien réfractaire français, martyr de la Révolution (° 1750)
- 7 juillet : 
  - Jean-Baptiste-Augustin de Salignac-Fénelon, prêtre français, guillotiné (° 30 août 1714)
  - Honoré Joseph Royer, prêtre réfractaire et homme politique français, exécuté (° 25 février 1739)
- 13 juillet : 
  - Antoine Marie François Hallé d'Amfreville, prêtre réfractaire français, exécuté (° 20 septembre 1742)
  - Filippo Lancellotti, cardinal italien de la Curie (° 17 août 1732)
- 16 juillet : Bienheureux Nicolas Savouret, religieux cordelier réfractaire français, martyr de la Révolution (° 27 février 1733)
- 17 juillet :  Saintes Carmélites de Compiègne, guillotinées, dont :
  - Sainte Constance de Jésus, novice, la première à entonner le « Laudate Dominum » (° 28 mai 1865)
  - Sainte Charlotte de la Résurrection, doyenne (° 16 septembre 1715)
  - Sainte Thérèse de Saint-Augustin, mère supérieure (° 22 septembre 1752)
- 19 juillet : Victoire Conen de Saint-Luc, religieuse française, guillotinée (° 27 janvier 1761)
- 23 juillet : Jean Paul Marie Anne Latyl, prêtre, révolutionnaire et homme politique français, curé rouge, guillotiné (° 15 août 1747)
- 24 juillet : Marie-Louise de Laval-Montmorency, aristocrate et religieuse française, dernière abbesse de Montmartre, guillotinée (° 21 mars 1723)
- 25 juillet : 
  - Bienheureux Michel-Louis Brulard, religieux carme déchaux réfractaire français, martyr de la Révolution (° 1748)
  - Pierre Hébert, prêtre réfractaire français, guillotiné (° 20 octobre 1742)
- 26 juillet : 
  - Bienheureux Marcel-Gaucher de La Biche de Reignefort, prêtre réfractaire français, martyr de la Révolution (° 3 novembre 1751)
  - Bienheureux Pierre-Joseph Le Groing de La Romagère, prêtre réfractaire français, vicaire général de Bourges, martyr de la Révolution (° 28 juin 1752)
  - Charles-François de Rouvroy de Saint Simon, prélat français, dernier évêque d'Agde, guillotiné (° 5 avril 1727)

Août
- 5 août : Gregorio Antonio Maria Salviati, cardinal italien de la Curie (° 27 décembre 1727)
- 8 août : Louis Ventenat, religieux, explorateur et naturaliste français (° 18 février 1765)
- 11 août : Bienheureux Jean-Georges Rehm, prêtre dominicain réfractaire français (° 21 avril 1752)
- 12 août : Anne-François-Victor Le Tonnelier de Breteuil, prélat réfractaire et homme politique français, évêque de Montauban, mort en prison (° 18 janvier 1724)
- 16 août : 
  - Bienheureux Jean-Baptiste Ménestrel, prêtre réfractaire français, martyr de la Révolution (° 5 décembre 1748)
  - Charles-Louis Richard, prêtre dominicain réfractaire, théologien et historien français, fusillé (° 17 avril 1711)
- 18 août : Bienheureux Antoine Banassat, prêtre réfractaire et homme politique français, martyr de la Révolution (° 19 mai 1729)
- 19 août : Nicolas Gasté, prêtre jésuite réfractaire français, mort en déportation (° 9 juin 1726)
- 20 août : Bienheureux Louis-François Le Brun, religieux bénédictin réfractaire français, martyr de la Révolution (° 4 avril 1744)
- 22 août : Bienheureux Élie Leymarie de Laroche, prêtre réfractaire français, martyr de la Révolution (° 1758)
- 24 août : Bienheureux André Fardeau, prêtre réfractaire français, martyr de la Révolution (° 19 novembre 1761)
- 25 août : 
  - Bienheureux Paul-Jean Charles, moine cistercien, abbé de Sept-Fons (° date inconnue)
  - Joseph-Louis Giret, prêtre jureur, curé rouge, homme politique et magistrat français, mort en prison (° 6 novembre 1763)
- 26 août : Bienheureux Jacques Retouret, prêtre carme réfractaire français, martyr de la Révolution (° 15 septembre 1746)
- 27 août : 
  - Bienheureux Jean-Baptiste Guillaume, religieux réfractaire français, martyr de la Révolution (° 1er février 1755)
  - Bienheureux Jean-Baptiste Souzy, prêtre réfractaire français, vicaire général de La Rochelle, martyr de la Révolution (° 19 novembre 1734)
- 28 août : Bienheureux Charles-Arnould Hanus, prêtre réfractaire français, martyr de la Révolution (° 18 octobre 1723)

Septembre
- 4 septembre : Bienheureux Scipion-Jérôme Brigeat, prêtre réfractaire français, martyr de la Révolution (° 9 juin 1733)
- 5 septembre : Bienheureux Florent Dumontet de Cardaillac, prêtre réfractaire français, vicaire général de Castres, martyr de la Révolution (° 8 février 1749)
- 10 septembre : Bienheureux Jacques Gagnot, prêtre carme déchaux réfractaire français, martyr de la Révolution (° 9 février 1753)
- 11 septembre : Nicolas Lemaire, prêtre réfractaire et missionnaire français, mort en déportation (° 1739)
- 12 septembre : Bienheureux Pierre-Sulpice-Christophe Faverge, religieux réfractaire français, martyr de la Révolution (° 25 juillet 1745)
- 17 septembre : Benedetto Andrea Doria, prélat réfractaire français, évêque d'Ajaccio (° 20 novembre 1722)
- 30 septembre : Bienheureux Jean-Nicolas Cordier, prêtre jésuite réfractaire, théologien et enseignant français, martyr de la Révolution (° 3 décembre 1710)

Octobre
- 2 octobre : Bienheureux Georges-Edme René, prêtre réfractaire français, martyr de la Révolution (° date inconnue)
- 8 octobre : Étienne-Thomas Girault de Villeneuve, prêtre jésuite et missionnaire français (° 18 décembre 1718)
- 17 octobre : Bienheureux Jacques Burin, prêtre réfractaire français, martyr de la Révolution (° 1756)
- 17 et 23 octobre : Bienheureuses Ursulines martyres de Valenciennes, guillotinées
- 25 octobre : Johann Karl Theodor von Brabeck, prélat allemand, prince-évêque de Corvey (° 19 juillet 1738)

Novembre
- 3 novembre : François-Joachim de Pierre de Bernis, cardinal, homme de lettres et diplomate français, archevêque d'Albi (° 22 mai 1715)
- 22 novembre : Raimondo Cunich, prêtre jésuite, philologue et helléniste italien (° 17 janvier 1719)

Décembre
- 22 décembre : Guillaume-Louis du Tillet, prélat réfractaire et homme politique français, dernier évêque d'Orange (° 21 janvier 1730)
- 31 décembre : Charles François Lhomond, prêtre réfractaire, enseignant et grammairien français (° 26 octobre 1727)

Date précise inconnue
- Augustin Simon Irailh, prêtre et historien français (° 16 juin 1717)
- François Rabin, prêtre réfractaire et homme politique français (° 1er juillet 1740)
- Marie Alexandrine Snoy, religieuse cistercienne belge, dernière abbesse de l'abbaye de la Cambre (° 1704)